# 通報艦
通報艦最初是指一类小型军舰，用以在舰队之间、或舰队和陆上基地之间通传信息。随着通信技术的发展，通报舰原有的职能在第一次世界大战后逐渐失去意义。但这个舰种在第二次世界大战以后继续存在，作为一种小型舰艇继续在一些国家中服役。

## 概述
通报舰一名来自于葡萄牙语或西班牙语的Aviso，“建议、提醒、警告”之意，通常作为通传信息或者勤务派遣之用。法国海军和葡萄牙海军都采用这个名称，来称呼其主要用于殖民地活动的中型军舰。
大体上一战前的通报舰都可以按照这两种用途再行细分：前者为了传递信息，通常航速较快，称为舰队通报舰；相对的，设计用于在殖民地服役的殖民地通报舰（法語：aviso colonial）则要更大一些。
有的国家没有专门设计、建造通报舰，而是使用鱼雷艇、护卫舰、小型军舰等担负通报舰的任务。
尼古拉-查理·罗默编纂的《法国海军词典》里将通报舰定义为“用於传递命令或者通知的小型舰艇”。然而随着无线电技术的发展，舰艇之间可以进行远距离通信，通报舰（主要指舰队通报舰）原来的职能便告过时了。
此外，随着冶金工业和造船技术的进步，更小、更快、更灵活的驱逐舰出现，承担起了为舰队进行前出侦察的任务。旧式的舰队通报舰因此不再有存在意义。

## 部分军舰

### 法国

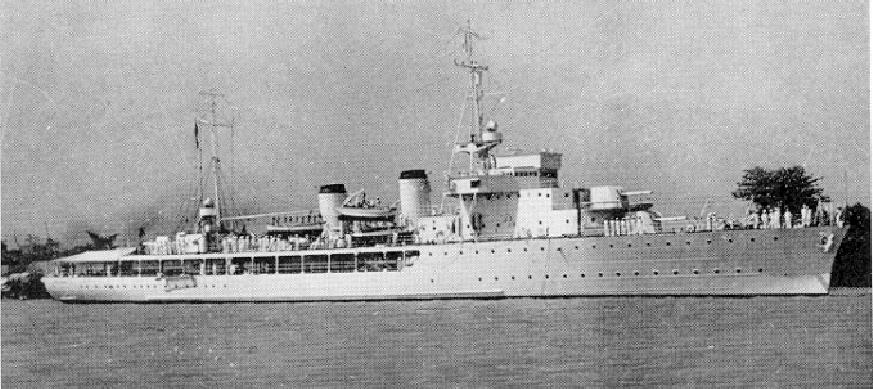
一艘法国布干维尔级殖民地通报舰

法国在一战和二战中都使用了通报舰，排水量在300-700吨之间，航速13-20节，通常装备两门100毫米炮，或者两门138毫米炮，或者4门100毫米炮。
法国也建造过不少殖民地通报舰，如1929-1939年相继开工建造的布干维尔级排水量就达到了1970吨。随着法国战败、维希法国成立，布干维尔级8艘舰艇的命运也各不相同。有些自沉以免落入纳粹德国手中；有些则分属维希法国和自由法國，各自站在不同的阵营与同盟国或者轴心国作战。1940年11月9日，加彭戰役中，两艘分属不同阵营的布干维尔级舰艇在利伯维尔展开交火，自由法国方获胜。

### 葡萄牙

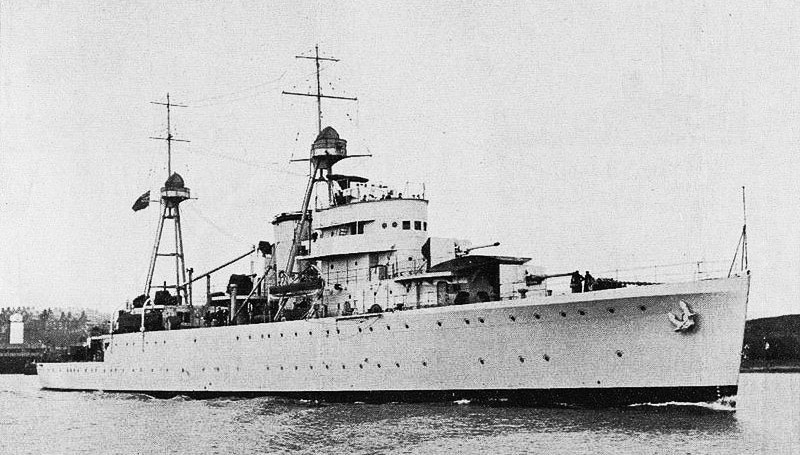
阿尔伯克基的阿方索号，摄于1935年

葡萄牙帝國也为其殖民地部署了通报舰。1932年，1785吨的二等通报舰贡萨洛·维利乌号动工；稍后佩德罗·努内斯号也开始建造。1934年，满载2435吨的一等通报舰阿尔伯克基的阿方索号开工建造。
1936年，阿尔伯克基的阿方索号和另一艘驱逐舰发生哗变，两舰水兵宣布支持西班牙内战共和政府，不过两舰在和葡萄牙的岸防炮台交战时中弹搁浅。二战期间，阿尔伯克基的阿方索号在葡萄牙本土附近进行任务。1941年澳大利亚和荷兰以防卫领土的名义，联合占领了葡屬帝汶；1942年太平洋战争爆发后，日本以此为借口占领了此地。1945年，阿尔伯克基的阿方索号搭载着一支葡萄牙远征军前往收复葡屬帝汶。

### 日本
日本海军在甲午战争和日俄战争中都使用了通报舰，如宫古、龙田等。有时候这批军舰也归类为巡洋舰。
此外日本还使用过改装巡洋舰作为通报舰，如信浓丸，其于1905年3月15日由海军征用，4月进入对马海峡尾崎湾进行警戒；5月27日02:45信浓丸首先发现一艘汽船，于是转向前往探查，结果发现了俄国正在北上的第二及第三太平洋舰队。信浓丸立即使用舰上的无线电发报机将情报发回，为日军成功拦截俄国舰队作出了贡献。然而信浓丸最高航速只有15节，并不适合作为舰队通报舰。
二戰時期，日本在北太平洋部署了以漁船組成的無線電通報網，曾發現到美軍大黃蜂號航空母艦的蹤跡，迫使大黃蜂號提早發動杜立特空襲，讓艦上的B-25米契爾式轟炸機提早起飛。

## 二战以后

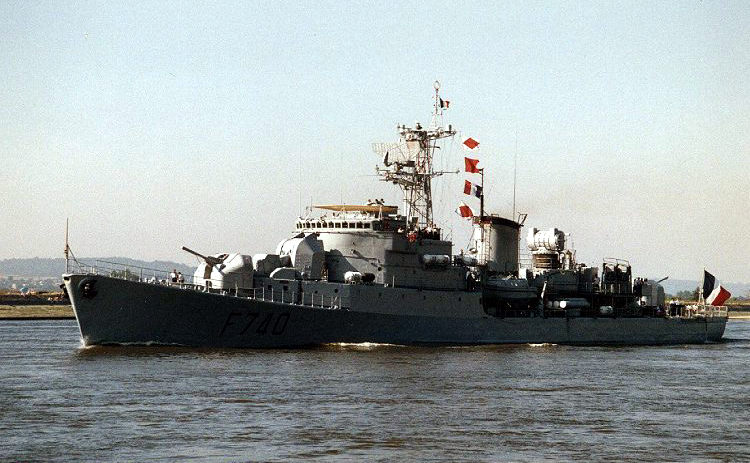
里维耶尔司令级布尔戴司令号在塞纳河执行任务，摄于1989年

二战后通报舰这个类别并没有完全废除，而是用来指称比巡防舰小、但比巡逻艇大的作战军舰；这种军舰通常负责反潜或者海岸防卫。北约通常直接分类为护卫舰。
二战后，各传统殖民国家受到非殖民化浪潮的冲击，殖民地纷纷独立，原有的殖民地通报舰的需求也随之日渐减少。为了适应这一新形势，法国在1960年代建造了一批护卫通报舰，即9艘里维耶尔司令级，满载2230吨。葡萄牙也购买了4艘，并进行了一些针对热带地区行动的改装，重新命名为若昂·贝罗级。
1960年代末，葡萄牙设计了若昂·科蒂尼奥级护卫舰，满载1400吨。虽然这是葡萄牙自行设计的军舰，但由于葡萄牙殖民地戰爭的迫切需要，本级6艘都是在外国船厂建造的。1970-1971年6艘全部进入葡萄牙海军服役。本级可以算是回归了殖民地通报舰的原点，作为一种廉价的二线舰艇，设计用于进行低烈度局部冲突；本级在仅仅1400吨的小船上装备了最低限度的火炮和反潜武器，以及侦测系统；至于更强力的装备如鱼雷发射管、反舰导弹、防空导弹乃至C4ISR综合系统等均告欠奉。1970-1975年期间，本级各舰在葡屬西非、葡屬東非、葡屬幾內亞、葡屬維德角等地进行活动，遂行护航以及火力支援等任务。

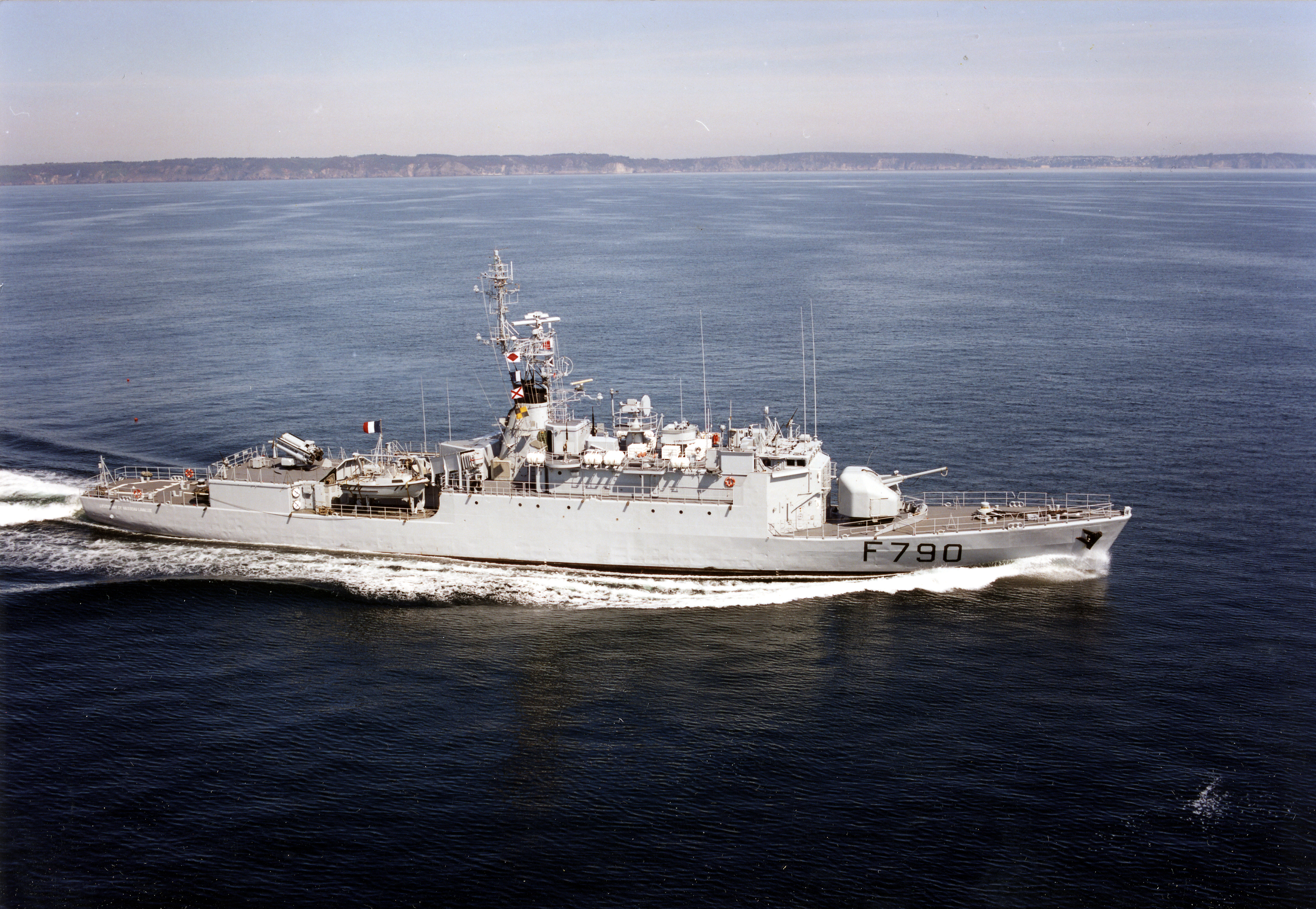
德斯提昂-多尔弗级通报舰

法国海军在1973年开始，在若昂·科蒂尼奥级的基础上陆续建造了17艘德斯提昂-多尔弗级，主要遂行沿岸反潜任务，不过也能执行远洋护航任务。有一部分较老的舰艇退役后2000-2002年间转售予土耳其海军，剩下尚在法国海军服役的德斯提昂-多尔弗级在2012年重新分类为离岸巡逻艇；另外还在1976-1981年间向阿根廷出口了3艘。
若昂·科蒂尼奥级作为比较成功的一款军舰，吸引了不少国家的注意，除了法国的德斯提昂-多尔弗级外，西班牙、阿根廷等国也纷纷模仿设计并建造了自己的类似军舰。
阿根廷海军也有通报舰这个类别，不过是用于拖曳、补给、灯塔维护等杂役，如阿尔弗雷兹·索布拉尔号拖船就是一艘美国造800吨非作战拖船，1982年在马岛战争中被英军反舰导弹击伤。